# 에듀팟
에듀팟(Edupot)은 대한민국 교육부에서 학생들의 창의적 체험활동 기록을 관리하기 위하여 학생이 자신의 기록을 업로드하면 담당교사 승인을 거쳐 고입, 대입시 반영하도록 한 서비스이다. 일반적인 학교에서만 사용이 가능하며 대안학교, 특수학교 재학자들은 사용이 불가능하다.

## 이용 방법
에듀팟은 당해 학년도 활동만 입력 및 승인이 가능하다. 따라서 3월 1일부터 다음 해 2월 말까지의 활동은 2월 말까지 승인이 가능하며, 승인되지 않은 활동은 3월 1일자로 새 학년도가 적용되면서 모두 자동 삭제된다. 그리고 전 학년도의 활동 내역은 입력할 수 없다.
에듀팟에 입력이 가능한 창의적 체험활동(자율활동, 동아리활동, 봉사활동, 진로활동)에는 학교 교육과정이나 교육계획에 의한 활동, 학교장 추천을 통한 활동, 학교장 승인을 통한 공공기관에서의 활동, 방과후학교 활동, 봉사활동 등이 있으며, 자기소개서나 에듀팟 수록내용을 바탕으로 한 포트폴리오 관리가 가능하다. 에듀팟에서 인정하고 있는 것 이외의 자격증이나 해외 봉사활동, 사교육 의존성이 큰 활동, 교외수상 등은 입력할 수 없다.
에듀팟에는 개인 첨부파일을 첨부할 수 있으며 전체 허용 용량은 개인당 50MB이다.
나이스 학생서비스는 로그인시 아이디 로그인이나 공인인증서 로그인을 선택할 수 있으나 에듀팟 이용을 위해서는 아이디 로그인만 하면 된다.

## 역사
- 2013년 7월 31일까지 독서교육종합지원시스템으로 독서기록이 모두 이관되었다. 추후에는 에듀팟 상담센터의 신분확인을 통하여 백업된 기존의 기록을 파일로 받아 직접 재입력해야 한다.
- 2013년 8월 26일 에듀팟과 나이스의 연계성 강화가 필요하다는 목소리가 나오자 이와 더불어 에듀팟의 신빙성 강화 및 체계적 관리, 보안성 강화를 위하여 에듀팟이 나이스 학생서비스에서 개통되어 자동으로 2013학년도 고등학교 3학년 이외의 학생은 서비스가 차단되었다. 에듀팟 사용자들은 나이스 학생서비스에 접속하여 에듀팟의 자료를 나이스로 가져와야 하며 그 뒤로는 에듀팟을 나이스에서만 사용할 수 있다. 대입시 혼란을 막기 위해 2013학년도 고등학교 3학년에게 임시적으로 계속 서비스 중인 에듀팟은 2013학년도 고등학교 3학년들의 대입이 종료됨에 따라 자동 폐지되어 나이스로 최종 흡수되었다.

## 논란
창의적 체험활동 기록은 개인이 관리할 부분이며 국가에서 도와 줄 대상이 아니라는 비판이 있다. 또한 독서활동 관리 기능이 떨어져 나가고 나머지 전체가 나이스로 흡수되었으므로 결과적으로 예산만 낭비했다는 비판이 있다. 그러나 상급학교 진학시 에듀팟이 학생생활기록부와 일치하는 경우 자기소개서 등의 제출서류의 신빙성을 높여 주는 등 입시생에게 여러 편리한 점이 많기 때문에 에듀팟을 폐지하지 말아야 한다는 의견이 있다.

## 같이 보기
- 교육행정정보시스템 (NEIS)
- 에듀팟